# Puchow
Puchow is een Ortsteil van Kuckssee, een Duitse gemeente in de deelstaat Mecklenburg-Voor-Pommeren, en maakt deel uit van het Landkreis Mecklenburgische Seenplatte, Amt Penzliner Land. Tot 1 januari 2012 was Puchow een zelfstandige gemeente, bestaande uit Puchow zelf en het gehucht Rahnenfelde en werd op die datum samengevoegd met Krukow en Lapitz in de nieuwe gemeente Kuckssee.